# Brunvillers-la-Motte
Brunvillers-la-Motte è un comune francese di 329 abitanti situato nel dipartimento dell'Oise della regione dell'Alta Francia.

## Società

### Evoluzione demografica
Abitanti censiti